# American Music Awards
American Music Awards (AMAs) — щорічна американська музична премія, яку з 1974 року проводить Dick Clark Productions. Номінанти обираються на основі комерційних показників, таких як продажі та ротація на радіо, а переможці визначаються шляхом голосування публіки на офіційному сайті премії.

## Концепція
American Music Awards (AMAs) створив Дік Кларк у 1973 році як альтернативу «Греммі» після того, як останню того року перенесли до Нашвілла, Теннессі, а канал CBS (який із того часу транслює всі вручення «Греммі») викупив права на трансляцію премії, що до того виходила на ABC у 1971 і 1972 роках. 2014 року американський телеканал Telemundo придбав права на створення іспаномовної версії American Music Awards і запустив премію Latin American Music Awards у 2015 році.
Номінанти на премію AMAs обираються на основі комерційних показників, зокрема продажів і ротацій на радіо. Переможці визначаються шляхом голосування публіки та фанатів на офіційному сайті AMAs. Згодом до критеріїв номінацій додали також активність у соціальних мережах і перегляди відео. До 2010 року номінації базувалися винятково на продажах і ротаціях, причому враховувалися всі твори, навіть застарілі. Натомість номінації на «Греммі» формуються шляхом голосування Академії та охоплюють лише ті роботи, що вийшли в межах певного періоду, який часто змінюється.
Статуетку AMAs виготовляє нью-йоркська компанія Society Awards.

## Церемонії
| Рік             | №  | Дата              | Ведучі                                                                 | Місце                         | Канал |
| --------------- | -- | ----------------- | ---------------------------------------------------------------------- | ----------------------------- | ----- |
| 1974            | 1  | 19 лютого 1974    | Роджер Міллер, Гелен Редді, Смокі Робінсон                             | Earl Carroll Theatre          | ABC   |
| 1975            | 2  | 18 лютого 1975    | Рой Кларк, Гелен Редді, Слай Стоун                                     | Santa Monica Civic Auditorium | ABC   |
| 1976            | 3  | 31 січня 1976     | Глен Кемпбелл, Арета Франклін, Олівія Ньютон-Джон                      | Santa Monica Civic Auditorium | ABC   |
| 1977            | 4  | 31 січня 1977     | Глен Кемпбелл, Гелен Редді, Лу Ролз                                    | Santa Monica Civic Auditorium | ABC   |
| 1978            | 5  | 16 січня 1978     | Глен Кемпбелл, Наталі Коул, Девід Соул                                 | Santa Monica Civic Auditorium | ABC   |
| 1979            | 6  | 12 січня 1979     | Глен Кемпбелл, Гелен Редді, Донна Саммер                               | Santa Monica Civic Auditorium | ABC   |
| 1980            | 7  | 18 січня 1980     | Елтон Джон, Тоні Теннілл, Наталі Коул                                  | ABC Studios                   | ABC   |
| 1981            | 8  | 30 січня 1981     | Мак Девіс, Крістал Гейл, Тедді Пендерграсс                             | ABC Studios                   | ABC   |
| 1982            | 9  | 25 січня 1982     | Глен Кемпбелл, Шина Істон, Донна Саммер                                | Shrine Auditorium             | ABC   |
| 1983            | 10 | 17 січня 1983     | Мак Девіс, Арета Франклін, Мелісса Манчестер                           | Shrine Auditorium             | ABC   |
| 1984            | 11 | 16 січня 1984     | Лайонел Річі                                                           | Shrine Auditorium             | ABC   |
| 1985            | 12 | 28 січня 1985     | Лайонел Річі                                                           | Shrine Auditorium             | ABC   |
| 1986            | 13 | 27 січня 1986     | Даяна Росс                                                             | Shrine Auditorium             | ABC   |
| 1987            | 14 | 26 січня 1987     | Даяна Росс                                                             | Shrine Auditorium             | ABC   |
| 1988            | 15 | 25 січня 1988     | Баррі Гібб, Моріс Гібб, Мік Флітвуд, Робін Гібб і Вітні Г’юстон        | Shrine Auditorium             | ABC   |
| 1989            | 16 | 30 січня 1989     | Аніта Бейкер, Деббі Гібсон, Кенні Роджерс і Род Стюарт                 | Shrine Auditorium             | ABC   |
| 1990            | 17 | 22 січня 1990     | Аліс Купер, Аніта Бейкер, Глорія Естефан, Наомі Джадд і Вайнонна Джадд | Shrine Auditorium             | ABC   |
| 1991            | 18 | 28 січня 1991     | Кінен Айворі Веянс                                                     | Shrine Auditorium             | ABC   |
| 1992            | 19 | 27 січня 1992     | MC Hammer, Ріба Макінтайр                                              | Shrine Auditorium             | ABC   |
| 1993            | 20 | 25 січня 1993     | Боббі Браун, Глорія Естефан і Вайнонна Джадд                           | Shrine Auditorium             | ABC   |
| 1994            | 21 | 7 лютого 1994     | Міт Лоф, Ріба Макінтайр і Вілл Сміт                                    | Shrine Auditorium             | ABC   |
| 1995            | 22 | 30 січня 1995     | Квін Латіфа, Том Джонс, Лорі Морган                                    | Shrine Auditorium             | ABC   |
| 1996            | 23 | 29 січня 1996     | Sinbad                                                                 | Shrine Auditorium             | ABC   |
| 1997            | 24 | 27 січня 1997     | Sinbad                                                                 | Shrine Auditorium             | ABC   |
| 1998            | 25 | 26 січня 1998     | Дру Кері                                                               | Shrine Auditorium             | ABC   |
| 1999            | 26 | 11 січня 1999     | Бренді Норвуд і Мелісса Джоан Гарт                                     | Shrine Auditorium             | ABC   |
| 2000            | 27 | 17 січня 2000     | Норм Макдоналд                                                         | Shrine Auditorium             | ABC   |
| 2001            | 28 | 8 січня 2001      | Брітні Спірс і LL Cool J                                               | Shrine Auditorium             | ABC   |
| 2002            | 29 | 9 січня 2002      | Дженні Маккарті і Шон Комбз                                            | Shrine Auditorium             | ABC   |
| 2003 (Січень)   | 30 | 13 січня 2003     | Джек Осборн, Келлі Осборн, Оззі Осборн і Шерон Осборн                  | Shrine Auditorium             | ABC   |
| 2003 (Листопад) | 31 | 13 листопада 2003 | Джиммі Кіммел                                                          | Shrine Auditorium             | ABC   |
| 2004            | 32 | 14 листопада 2004 | Джиммі Кіммел                                                          | Shrine Auditorium             | ABC   |
| 2005            | 33 | 22 листопада 2005 | Cedric the Entertainer                                                 | Shrine Auditorium             | ABC   |
| 2006            | 34 | 21 листопада 2006 | Джиммі Кіммел                                                          | Shrine Auditorium             | ABC   |
| 2007            | 35 | 18 листопада 2007 | Джиммі Кіммел                                                          | Peacock Theater               | ABC   |
| 2008            | 36 | 23 листопада 2008 | Джиммі Кіммел                                                          | Peacock Theater               | ABC   |
| 2009            | 37 | 22 листопада 2009 | Без ведучих                                                            | Peacock Theater               | ABC   |
| 2010            | 38 | 21 листопада 2010 | Без ведучих                                                            | Peacock Theater               | ABC   |
| 2011            | 39 | 20 листопада 2011 | Без ведучих                                                            | Peacock Theater               | ABC   |
| 2012            | 40 | 18 листопада 2012 | Без ведучих                                                            | Peacock Theater               | ABC   |
| 2013            | 41 | 24 листопада 2013 | Pitbull                                                                | Peacock Theater               | ABC   |
| 2014            | 42 | 23 листопада 2012 | Pitbull                                                                | Peacock Theater               | ABC   |
| 2015            | 43 | 22 листопада 2015 | Дженніфер Лопес                                                        | Peacock Theater               | ABC   |
| 2016            | 44 | 20 листопада 2016 | Джіджі Хадід і Джей Ферроу                                             | Peacock Theater               | ABC   |
| 2017            | 45 | 19 листопада 2017 | Трейсі Елліс Росс                                                      | Peacock Theater               | ABC   |
| 2018            | 46 | 9 жовтня 2018     | Трейсі Елліс Росс                                                      | Peacock Theater               | ABC   |
| 2019            | 47 | 24 листопада 2019 | Ciara                                                                  | Peacock Theater               | ABC   |
| 2020            | 48 | 22 листопада 2020 | Тараджі П. Генсон                                                      | Peacock Theater               | ABC   |
| 2021            | 49 | 21 листопада 2021 | Cardi B                                                                | Peacock Theater               | ABC   |
| 2022            | 50 | 20 листопада 2022 | Вейн Брейді                                                            | Peacock Theater               | ABC   |
| 2025            | 51 | 26 травня 2025    | Дженніфер Лопес                                                        | Las Vegas                     | CBS   |

## Найбільше перемог
Рекорд за найбільшу кількість перемог на American Music Awards належить Тейлор Свіфт, яка здобула 40 нагород. Серед чоловіків найбільше нагород здобув Майкл Джексон — 26. Рекорд серед музичних колективів утримує кантрі-гурт Alabama з 18 нагородами..
| Місце | Виконавці      | Кількість нагород |
| ----- | -------------- | ----------------- |
| 1     | Тейлор Свіфт   | 40                |
| 2     | Майкл Джексон  | 26                |
| 3     | Вітні Г'юстон  | 22                |
| 4     | Кенні Роджерс  | 19                |
| 5     | Alabama        | 18                |
| 5     | Джастін Бібер  | 18                |
| 6     | Керрі Андервуд | 17                |
| 6     | Гарт Брукс     | 17                |
| 7     | Ріба Макінтайр | 14                |
| 8     | Ріанна         | 13                |
| 9     | BTS            | 12                |
| 10    | Beyoncé        | 11                |
| 10    | Бруно Марс     | 11                |
| 10    | Джанет Джексон | 11                |
| 10    | Стіві Вандер   | 11                |

### Найбільше перемог на одній церемонії
Рекорд за найбільшу кількість перемог на церемонії American Music Awards за один рік належить Майклу Джексону (1984) та Вітні Г'юстон (1994) — вони здобули по 8 нагород, включно з почесною Award of Merit.

### Найбільше перемог у категорії
У наступному списку наведені виконавці з найбільшою кількістю перемог у кожній категорії, згідно з офіційним сайтом American Music Awards.
- - Артист року: Тейлор Свіфт (7)
  - Співпраця року: Джастін Бібер (3)
  - Пісня року: Кенні Роджерс (5)
  - Улюблене музичне відео: Тейлор Свіфт (3)
  - Улюблений виконавець — поп/рок: Джастін Бібер (4)
  - Улюблена виконавиця — поп/рок: Тейлор Свіфт (6)
  - Улюблений дует або гурт — поп/рок: BTS (4)
  - Улюблений альбом — поп/рок: Тейлор Свіфт (4)
  - Улюблений чоловічий виконавець — кантрі: Гарт Брукс (8)
  - Улюблена виконавиця — кантрі: Ріба Макінтайр (11)
  - Улюблений дует або гурт — кантрі: Alabama (13)
  - Улюблений альбом — кантрі: Керрі Андервуд (6)
  - Улюблений виконавець — реп/хіп-хоп: Нікі Мінаж (5)
  - Улюблена пісня — реп/хіп-хоп: Карді Бі (3)
  - Улюблений альбом — реп/хіп-хоп: Нікі Мінаж (3)
  - Улюблений чоловічий виконавець — соул/R&B: Лютер Вендросс (7)
  - Улюблена виконавиця — соул/R&B: Бейонсе, Ріанна (7)
  - Улюблений альбом — соул/R&B: Майкл Джексон (4)
  - Улюблений виконавець — альтернативний рок: Linkin Park (6)
  - Улюблений виконавець — дорослий сучасний жанр: Селін Діон (4)
  - Улюблений виконавець — латиноамериканська музика: Енріке Іглесіас (7)
  - Улюблений виконавець — сучасна християнська музика: Casting Crowns(інші мови) (4)
  - Улюблений виконавець — електронна танцювальна музика: Marshmello (3)